# 제임스 다시
제임스 다시(James D'Arcy, 1975년 8월 24일 ~ )는 잉글랜드의 배우이다.

## 출연 작품
- 마스터 앤드 커맨더 - 위대한 정복자
- 클라우드 아틀라스
- 에이전트 카터
- 덩케르크 - 위넌트 대령 역
- 스노우맨 - 필립 베커 역